# العلاقات الدنماركية الفرنسية
العلاقات الدنماركية الفرنسية هي العلاقات الثنائية التي تجمع بين الدنمارك وفرنسا.

## مقارنة بين البلدين
هذه مقارنة عامة ومرجعية للدولتين:
| وجه المقارنة                                              | الدنمارك                                                     | فرنسا                                                    |
| --------------------------------------------------------- | ------------------------------------------------------------ | -------------------------------------------------------- |
| المساحة (كم2)                                             | 42.92 ألف                                                    | 643.80 ألف                                               |
| عدد السكان (نسمة)                                         | 5.79 مليون                                                   | 67.12 مليون                                              |
| الكثافة السكانية (ن./كم²)                                 | 134.9                                                        | 104.26                                                   |
| العاصمة                                                   | كوبنهاغن                                                     | باريس                                                    |
| اللغة الرسمية                                             | اللغة الدنماركية                                             | لغة فرنسية                                               |
| العملة                                                    | كرونة دنماركية                                               | يورو، فرنك س ف ب، فرنك فرنسي، Livre tournois ‏            |
| الناتج المحلي الإجمالي (بليون دولار)                      | 324.87 مليار                                                 | 2.58 تريليون                                             |
| الناتج المحلي الإجمالي (تعادل القوة الشرائية) بليون دولار | 278.61 مليار                                                 | 2.87 تريليون                                             |
| الناتج المحلي الإجمالي الاسمي للفرد دولار أمريكي          | 51.99 ألف                                                    | 36.20 ألف                                                |
| الناتج المحلي الإجمالي للفرد دولار أمريكي                 | 45.54 ألف                                                    | 39.33 ألف                                                |
| مؤشر التنمية البشرية                                      | 0.900                                                        | 0.888                                                    |
| رمز المكالمات الدولي                                      | +45                                                          | +33                                                      |
| رمز الإنترنت                                              | .dk                                                          | .fr، .bzh ‏، .tf، .re، .wf، .yt، .pm، .paris              |
| المنطقة الزمنية                                           | توقيت وسط أوروبا، ت ع م+02:00، ت ع م+01:00، أوروبا/كوبنهاجن ‏ | أوروبا/باريس ‏، توقيت وسط أوروبا، توقيت وسط أوروبا الصيفي |

## مدن متوأمة
في ما يلي قائمة باتفاقيات التوأمة بين مدن دنماركية وفرنسية:
- ترتبط Gladsaxe Municipality [الإنجليزية]‏ مع غاغني باتفاقية توأمة منذ 1969.
- ترتبط كوبنهاغن مع مارسيليا باتفاقية توأمة.
- ترتبط فيبورغ مع بايو باتفاقية توأمة.
- ترتبط Ribe [الإنجليزية]‏ مع Balleroy [الإنجليزية]‏ باتفاقية توأمة.
- ترتبط Aalborg Municipality [الإنجليزية]‏ مع أنتيب باتفاقية توأمة منذ 1951.[17][18][19][20]
- ترتبط Ribe Municipality [الإنجليزية]‏ مع Balleroy [الإنجليزية]‏ باتفاقية توأمة.
- ترتبط هادرسلف [الإنجليزية]‏ مع Braine, Aisne [الإنجليزية]‏ باتفاقية توأمة منذ 1993.
- ترتبط هولستيبرو مع غرانفيل باتفاقية توأمة.
- ترتبط آلبورغ مع جوان لي بان [الإنجليزية]‏ باتفاقية توأمة منذ 1961.[21][22][23][24]
- ترتبط هيليسينكور مع روي-مالميزون باتفاقية توأمة منذ 1992.[25][26]

## منظمات دولية مشتركة
يشترك البلدان في عضوية مجموعة من المنظمات الدولية، منها:
| علم المنظمة | اسم المنظمة                               | تاريخ انضمام الدنمارك | تاريخ انضمام فرنسا |
| ----------- | ----------------------------------------- | --------------------- | ------------------ |
|             | وكالة الفضاء الأوروبية                    | ?                     | 30 أكتوبر 1980     |
|             | بنك التنمية الآسيوي                       | 1966                  | 1970               |
|             | الاتحاد الأوروبي                          | 1973                  | 25 مارس 1957       |
|             | وكالة ضمان الاستثمار متعدد الأطراف        | 12 أبريل 1988         | 28 ديسمبر 1989     |
|             | منظمة التعاون الاقتصادي والتنمية          | ?                     | 7 أغسطس 1961       |
|             | الأمم المتحدة                             | 24 أكتوبر 1945        | 24 أكتوبر 1945     |
|             | الفريق المعني برصد الأرض                  | ?                     | ?                  |
|             | مركز تنسيق الحركة في أوروبا ‏              | ?                     | ?                  |
|             | منظمة حظر الأسلحة الكيميائية              | ?                     | ?                  |
|             | منظمة التجارة العالمية                    | 1995                  | 1995               |
|             | منظمة الشرطة الجنائية الدولية             | ?                     | ?                  |
|             | البنك الإفريقي للتنمية                    | ?                     | ?                  |
|             | منظمة الأمن والتعاون في أوروبا            | 25 يونيو 1973         | 25 يونيو 1973      |
|             | مؤسسة التنمية الدولية                     | 30 نوفمبر 1960        | 30 ديسمبر 1960     |
|             | حلف شمال الأطلسي                          | 4 أبريل 1949          | 4 أبريل 1949       |
|             | نظام تحكم تكنولوجيا القذائف               | 1990                  | 1987               |
|             | يونسكو                                    | 4 نوفمبر 1946         | 4 نوفمبر 1946      |
|             | مجلس أوروبا                               | ?                     | 5 مايو 1949        |
|             | اتحاد المدفوعات الأوروبي ‏                 | ?                     | ?                  |
|             | الاتحاد البريدي العالمي                   | ?                     | ?                  |
|             | البنك الدولي للإنشاء والتعمير             | 30 نوفمبر 1960        | 27 ديسمبر 1945     |
|             | اتفاقية السماوات المفتوحة                 | ?                     | ?                  |
|             | المرصد الأوروبي الجنوبي                   | 1967                  | 1962               |
|             | الاتحاد الدولي للاتصالات                  | 1866                  | 1866               |
|             | مؤسسة التمويل الدولية                     | 20 يوليو 1956         | 20 يوليو 1956      |
|             | المنظمة الأوروبية لسلامة الملاحة الجوية   | 1994                  | 1960               |
|             | المركز الدولي لتسوية المنازعات الاستشارية | 24 مايو 1968          | 20 سبتمبر 1967     |
|             | مجموعة أستراليا                           | 1985                  | 1985               |
|             | مجموعة الموردين النوويين                  | ?                     | ?                  |

## أعلام
هذه قائمة لبعض الشخصيات التي تربطها علاقات بالبلدين:
- آنا كارينا (عارضة أزياء فرنسية، 22 سبتمبر 1940[35][36][37] – )
- أناييز نين (21 فبراير 1903[38][39][40] – 14 يناير 1977[38][39][40])
- بيير-إيميل هويبيرغ (لاعب كرة قدم دنماركي، 5 أغسطس 1995[41] – )
- جورج ساند (1 يوليو 1804[42][43][44] – 8 يونيو 1876[42][43][44])
- فريدريك ولي عهد الدنمارك (دبلوماسي دنماركي، 26 مايو 1968 – )
- كاميل بيسارو (رسام فرنسي، 10 يوليو 1830[45][46][47] – 13 نوفمبر 1903[47][48][49])
- كريستيان العاشر (26 سبتمبر 1870[50][51][52] – 20 أبريل 1947[50][51][52])
- هنريك أمير الدنمارك (زوج الملكة مارغريت الثانية ملكة الدنمارك، 11 يونيو 1934 – 13 فبراير 2018)
- يواكيم أمير الدنمارك (7 يونيو 1969 – )

## وصلات خارجية
- موقع وزارة الخارجية الدنماركية
- موقع وزارة الخارجية الفرنسية